# WikiRank
Wikirank.net (ou WikiRank) - é um serviço Web online para avaliação automática de qualidade e comparação dos artigos no Wikipédia.
A primeira menção do serviço em trabalhos científicos foi em 2015. Uma das pesquisas que descreve os resultados da avaliação de qualidade usando o serviço WikiRank foi reconhecida como uma das descobertas mais importantes da Wikipedia e outras Wikimedia projetos em 2017–2018.
A característica distintiva do serviço é que ele permite avaliar a qualidade e a popularidade dos artigos da Wikipédia em uma escala de 0 a 100, como resultado do cálculo medida sintética. Isso simplifica a comparação das versões do idioma dos artigos, que podem ter vários esquemas de classificação e padrões de avaliação. Para obter classificações de qualidade e popularidade, o WikiRank usa diferentes medidas normalizadas importantes, como comprimento do texto, número de referências, seções, imagens, número de visitas e outros
No início, o serviço permitia comparar a qualidade dos artigos em 7 versões linguísticas. Agora, o serviço pode avaliar artigos em mais de 50 grandes edições da Wikipédia. No futuro, planeja-se incluir novas medidas para avaliação da qualidade, incluindo sinais sociais de fontes sociais (como Facebook, Twitter, Reddit, VKontakte, LinkedIn e outros), bem como a análise do referências usando mecanismos de pesquisa (como Google, Bing, Yahoo!, Baidu, Yandex e outros).
O WikiRank é usado também para fins didáticos em várias instituições de ensino superior (como a Universidade de Varsóvia).
Pontuações fornecidas pelo WikiRank usadas na avaliação de qualidade de infoboxes.